# Mesembryanthemum holense
Mesembryanthemum holense är en isörtsväxtart som beskrevs av Klak. Mesembryanthemum holense ingår i Isörtssläktet som ingår i familjen isörtsväxter. Inga underarter finns listade i Catalogue of Life.